# Trisides bisignata
Trisides bisignata är en fjärilsart som beskrevs av Walker 1863. Trisides bisignata ingår i släktet Trisides och familjen mott. Inga underarter finns listade i Catalogue of Life.